# Жаль, нет ружья!
Жаль, нет ружья! (укр. Шкода, немає рушниці) — шостий номерний альбом гурту «Король и Шут», випущений в 2002 році.

## Список композицій
1. «Волосокрад» — 4:27
2. «Мёртвый анархист» — 4:07
3. «Смешной совет» — 4:05
4. «Некромант» — 2:43
5. «Защитник свиней» — 2:45
6. «Генрих и смерть» — 2:25
7. «Жаль, нет ружья!» — 3:40
8. «Представляю я» — 2:10
9. «Мой характер» — 3:51
10. «Песенка пьяного деда» — 2:05
11. «Водяной» — 2:10
12. «Вдова и горбун» — 3:11
13. «Вино хоббитов» — 4:32
14. «Разборки из-за баб» — 3:43
15. «Утопленник» — 4:03
16. «Медведь» — 3:31
17. «Пьянка» — 2:12

## Музиканти
- Вокал: — Андрій Князєв та Михайло Горшеньов
- Музика: — Михайло Горшеньов
- Вірші: — Андрій Князєв
- Гітара: — Яков Цвіргунов та Олександр Леонтьєв
- Бас: — Олександр Балунов
- Барабани: — Олександр Щиголєв
- Скрипка: — Марія Нефьодова